# Tałty
Tałty (deutsch Talter Gewässer) ist ein See auf dem Gebiet der polnischen Stadt Mikołajki (Nikolaiken) im Powiat Mrągowski in der Woiwodschaft Ermland-Masuren.
Der See ist ca. 12,5 km lang, maximal 1,8 km breit und 18,4 km² groß. Er ist bis zu 50,8 m tief. Nördlich schließt sich der Jezioro Ryńskie (Rheiner See) an. Beide gehören zur Masurischen Seenplatte, und durch den Kanał Tałcki (Talter Kanal) ist der Tałty mit dem Tałtowisko (Kleiner Talter See) verbunden.
In dem See können die Fischarten Hecht, Barsch, Brasse, Schleie, Ukelei, große Maräne (Felchen), Rotfeder, Rotauge, Aal, Quappe, Zander, Wels, Karpfen u. a. geangelt werden.